# Научно-спортивная экспедиция имени И. Д. Папанина
https://www.centerrus.ru/%D0%BE-%D0%BD%D0%B0%D1%81
Научно-спортивная экспедиция (НСЭ) основана на базе группы туристов-байдарочников, членов секции рекреационного туризма при Московском филиале Географического общества СССР при АН СССР при содействии Председателя МФ Географического общества, дважды героя Советского Союза, известного полярного исследователя Ивана Дмитриевича Папанина. С 1986 года НСЭ носит имя И. Д. Папанина.
НСЭ была создана для фиксации на местности Географического центра территории суши СССР, рассчитанного профессором П. А. Бакутом по инициативе Н. М. Тарасова, профессионального журналиста, действительного члена Московского центра Русского географического общества, который бессменно руководит НСЭ со дня её образования.
Основными географическими открытиями Научно-спортивной экспедиции им. И. Д. Папанина являются:
1. Расчет и фиксация на местности Центра суши СССР (в истоках реки р. Поколька, левого притока р. Таз, Тюменская область) — 1974 г.
2. Фиксация на местности Географического центра государства Российского, рассчитанного Д. И. Менделеевым в 1906 году (правый берег р. Таз, ниже устья реки р. Большая Ширта) — 1983 г.
3. Расчет и фиксация на местности  Географического центра территории Российской Федерации (Эвенкия, юго-восточный берег оз. Виви) — 1992 г.
Маршруты Научно-спортивной экспедиции им. И. Д. Папанина:
- 1974 г. Западная Сибирь. Нижневартовск — бассейн р. Таз, исток р. Поколька. 9 −12 июня. Фиксация и открытие Центра суши СССР. Установка Памятного знака. (Рекогносцировочный поход)
- 1974 г. Кольский полуостров. г. Мурманск — верх. р. Йоканга, Сплав р. Иоканга — р. Поной. Спортивное первопрохождение, связавшее пять рек бассейна р. Поной. (Квалификационный поход)
- 1975 г. Западная Сибирь. г. Нижневартовск — Центр суши СССР. Сплав: р. Поколька — р. Таз (п. Толька — п. Красноселькуп) Прокладка основного маршрута в районе Центра суши СССР. (Краеведческий поход)
- 1976 г. Западная Сибирь. Г. Нижневартовск — верх. р. Большая Ватылька, Сплав: р. Б. Ватылька — р. Таз (п. Киккиакки). Прокладка водного маршрута по Сибирским Увалам в районе Центра суши СССР (Этнографический поход)
- 1977 г. Дальний Восток Хабаровск — хребет Сихотэ-Алинь. Сплав первопрохождение от истоков р. Копи до Татарского пролива. Выход на о. Сахалин. (Поход по местам путешествий В. К. Арсеньева)
- 1978 г. П-ов Таймыр (плато Путорана) Норильск — оз. Аян. Сплав — первопрохождение по р. Аян-Хета (с. Волочанка) (Географический поход)
- 1979 г. Якутия Якутск — верх. р. Джеленджа. Сплав первопрохождение по р. Джеленджа — р. Тумара — р. Алдан (п. Батамай) (Этнографический поход)
- 1980 г. Кольский п-ов. Кировск — исток р. Пурнач. Сплав-первопрохождение по р. Пурнач — р. Поной — Белое море (с. Корабельное) (Географический поход, посвящённый 1300-летию Болгарии)
- 1981 г. Западная Сибирь. Мегион — Центр суши СССР. Сплав-первопрохождение по р. М. Ватылька — р. Таз (п. Киккиакки) (Экологический поход)
- 1982 г. Восточное Забайкалье. Чита — верх. р. Каренга. Сплав-первопрохождение по р. Каренга — р. Витим (с. Калакан) (Этнографический поход по местам романа В.Шишкова «Угрюм река»)
- 1983 г. Западная Сибирь. г. Мегион — оз. Новое. Сплав-первопрохождение по р. Оккылчорр — р. Таз. Установка Монумента в Центре Государства Российского в честь 150-летия Д. И. Менделеева (точка рассчитана Д. И. Менделеевым в 1906 г.) (Этнографический поход)
- 1984 г. Магаданская область. Магадан — п. Эвенск. Сплав-первопрохождение по р. Парень — Охотское море. Маршрут посвящён 90-летию И. Д. Папанина. (Геологический поход)
- 1985 г. Западная Сибирь. г. Мегион — Центр суши СССР — р. Таз. Сплав-первопрохождение от истоков р. Таз до устья р. Матылька, Установка Памятного знака в истоке р. Таз. (Географический поход)
- 1986 г. Архангельская область, Ненецкий А.О. г. Нарьян-Мар — исток р. Индига. Сплав-первопрохождение по р. Индига до Чешской губы Баренцева моря (о, Чаячий), Маршрут посвящён 275-летию М. В. Ломоносова. (Геологической поход).
- 1987 г. Магаданская область. Магадан — верх. р. Малтан Сплав-первопрохождение по пути 1-й Колымской геологоразведочной экспедиции Ю. А. Билибина и В.А Цареградского (1928—1929): р. Малтан — р. Бохапча — р. Колыма (пос. Дебин). Установка Памятного знака в честь 1-й КГРЭ (устье р. Хуренджа). (Геологический поход!)
- 1988 г. Чукотка. Певек — оз. Эльгыгытгын. Сплав: р. Энмываам — р. Белая (с. Усть-Белая) — г. Анадырь, Маршрут посвящён 125-летию академика В. А. Обручева и экспедиции С. В. Обручева (1934 г.). Установка Памятной доски В. А. Обручеву в г.  Певеке и Памятного знака С. В. Обручеву на оз. Эльгыгытгын. (Геологический поход)
- 1989 г. Тува Кызыл — оз. Кара-Балык. Сплав по р. Бий-Хем (пос. Тоора-Хем) — г. Кызыл, Установка Памятной доски С.В.Обручеву в г. Кызыле и исследователям Тувы — у истоков р. Енисее (оз. Кара-Балык). (Кино — журналистский поход)
- 1990 г. П-ов Таймыр. Норильск — с. Хатанга. Сплав-первопрохождение по р. Котуйкан — р. Котуй п. (Каяк, шахта «Котуй») — с. Хатанга. Маршрут посвящён 250-летию Великой Сибирской экспедиции и 60:летйю Таймырского АО, Установка первой в СССР Мемориальной доски жертвам сталинских репрессий в п. Каяк и Памятного знака исследователям Таймыра в с. Хатанга. (Геологический поход)
- 1991 г. Якутия. Якутск — п. Усть-Нера — оз. Лабынкыр. Сплав-первопрохождение по р. Туора-Юрях — р. Индигирка (п. Оймякон) — п. Усть-Нера. Маршрут посвящён 100-летию со дня рождения геолога, путешественника С. В. Обручева (1891—1965) и провозглашению суверенитета Якутской Саха-Республики. Установка Памятного знака в честь исследователей Якутии на оз. Лабынкыр, Памятного знака в истоке р. Индигирка и Мемориальной доски в честь 100-летия С. В. Обручева в п. Оймякон. (Геологический поход)
- 1992 г. Эвенкия. Тура — оз. Виви. Установка и открытие монумента «Географический Центр территории Российской Федерации» (Географический поход)
- 1993 г. Воронежская область Река Воронеж. Поход, посвящённый 300-летию Российского Флота. Установка памятного знака на месте закладки первых российских кораблей. (Географо-исторический поход)

В составе экспедиции журналисты, научные работники, геологи, врачи, инженеры. Все её участники — спортсмены-водники — используют на проведение экспедиций свои летние отпуска. В ходе экспедиций были отсняты кинофильмы, слайд-фильмы, фотографии. По материалам походов состоялись выступления на ТВ, публикации в газетах и журналах нашей страны и за рубежом. По итогам работ экспедиция ежегодно отчитывалась в Московском филиале Географического общества Академии наук СССР, в Доме ученых. Спортивные сплавы-первопрохождения легли в основу маршрутов туристических групп, внесены в справочные географические издания.